# Dispareunia
La dispareunia (dal greco, dys, cattivo, e pareunos, che giace accanto) è un dolore che la donna avverte nell'area della vagina o della pelvi durante un rapporto sessuale. Insieme al vaginismo fa parte dei Sexual Pain Disorders (Sexual Pain Disorders - Dyspareunia), ossia quei disturbi dolorosi che compaiono durante l'attività sessuale. La dispareunia femminile non va assimilata alla vulvodinia, un disturbo che si manifesta anche in assenza di contatti sessuali di coppia.
Il disturbo causa ripercussioni a volte anche gravi sulla qualità della vita, non solo della donna ma anche della coppia. Nella dispareunia entrano in gioco fattori fisici e psicologici, ma a volte anche problemi di coppia (conflitti fra partner, preliminari frettolosi, scarsa compatibilità anatomica).

## Epidemiologia
La dispareunia colpisce il 12-15% delle donne in età fertile e fino al 44% delle donne in post-menopausa. La dispareunia in post-menopausa è più frequente per l'atrofia a cui va incontro la parete vaginale, con conseguente secchezza, perdita di elasticità e di spessore.  A volte il pudore sessuale impedisce a molte donne di comunicare al medico questo tipo di disturbi e, di conseguenza, prima di giungere a una diagnosi, trascorrono in media 6-7 mesi.

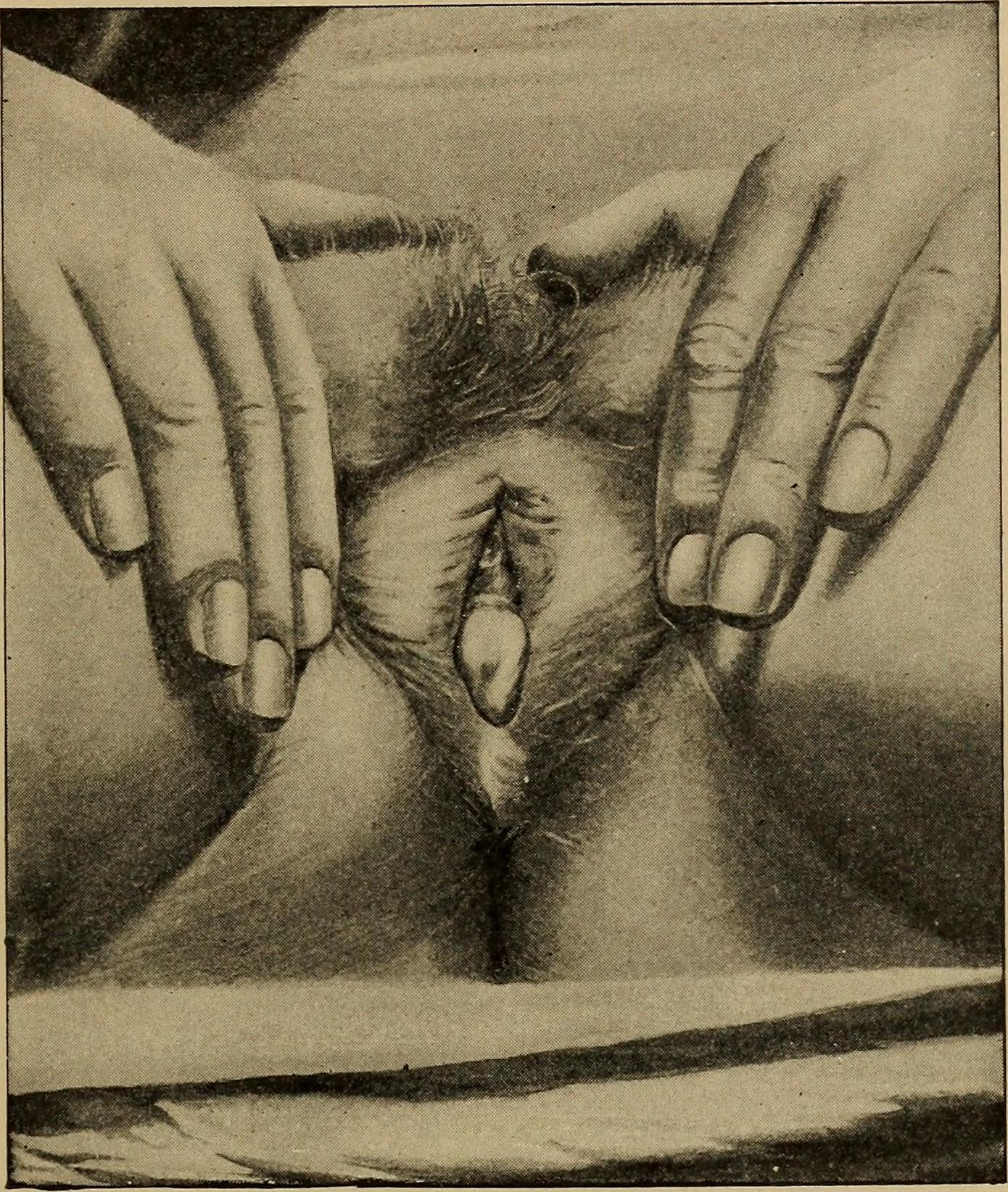
Rappresentazione (in un testo medico del 1905) di una craurosi vulvare, che può dare dispareunia come sintomo

Un caso di dispareunia veniva descritto già nel Seicento ad opera del chirurgo svizzero Guilelmus Fabricius Hildanus, che riportò il caso di una signora che, nonostante la visita ginecologica non avesse rilevato alcuna disfunzione, né di tipo anatomico né di origine psicogena, provava dolore durante la penetrazione. Il medico scoprì che la ragione del dolore risiedeva nelle dimensioni del pene del consorte che, essendo troppo lungo rispetto alla sua vagina, andava a toccare la cervice uterina producendo un forte malessere. Hildanus, nei suoi scritti intitolati "Observationum et curationum chirurgicarum centuriae" (più di 600, fra il 1598 e il 1641, pubblicati anche postumi) dichiarava anche di aver inventato un dispositivo con cui aveva risolto il problema della coppia. In pratica si trattava di un anello che, "indossato" sul pene, si frapponeva fra il pube del marito e il monte di Venere della signora, evitando così la completa e dolorosa penetrazione.
da Archives of Sexual Behavior, 2006

## Classificazione della dispareunia
A seconda della sede del dolore, si parla di dispareunia superficiale, quando i disturbi sono localizzati all'introito o nel primo tratto della vagina e compaiono anche ai primi tentativi di penetrazione, e di dispareunia profonda quando il dolore si verifica a penetrazione completa.

### Cause fisiche di dispareunia

#### Dispareunia superficiale (introitale o medio-vaginale)
- infettive o infiammatorie: vulvite, vaginite, cistite, vestibolite
- ormonali: atrofia vulvo-vaginale, distrofia post-menopausale con ridotta lubrificazione e riduzione del lume vaginale
- anatomiche agenesia vaginale, imene cribroso, sindrome di Rokitansky, esiti cicatriziali di infibulazione
- muscolari: iperattività del muscolo elevatore dell'ano
- iatrogene: esiti di interventi chirurgici o di radioterapia nella zona pelvica
- immunitarie: sindrome di Sjögren

#### Dispareunia profonda
- endometriosi
- varicocele pelvico
- malattia infiammatoria pelvica
- esiti di radioterapia endovaginale
- radicoliti che interessano l'innervazione profonda della vagina.[3]

### Sottotipi di dispareunia
Per meglio definire le caratteristiche della disfunzione si potrà fare riferimento ad uno dei sottotipi con cui è possibile circoscrivere la concorsualità eziologica della dispareunia, che può identificarsi come: primaria (o permanente); secondaria (o acquisita); situazionale (per luogo o partner); occasionale (o casuale, random).

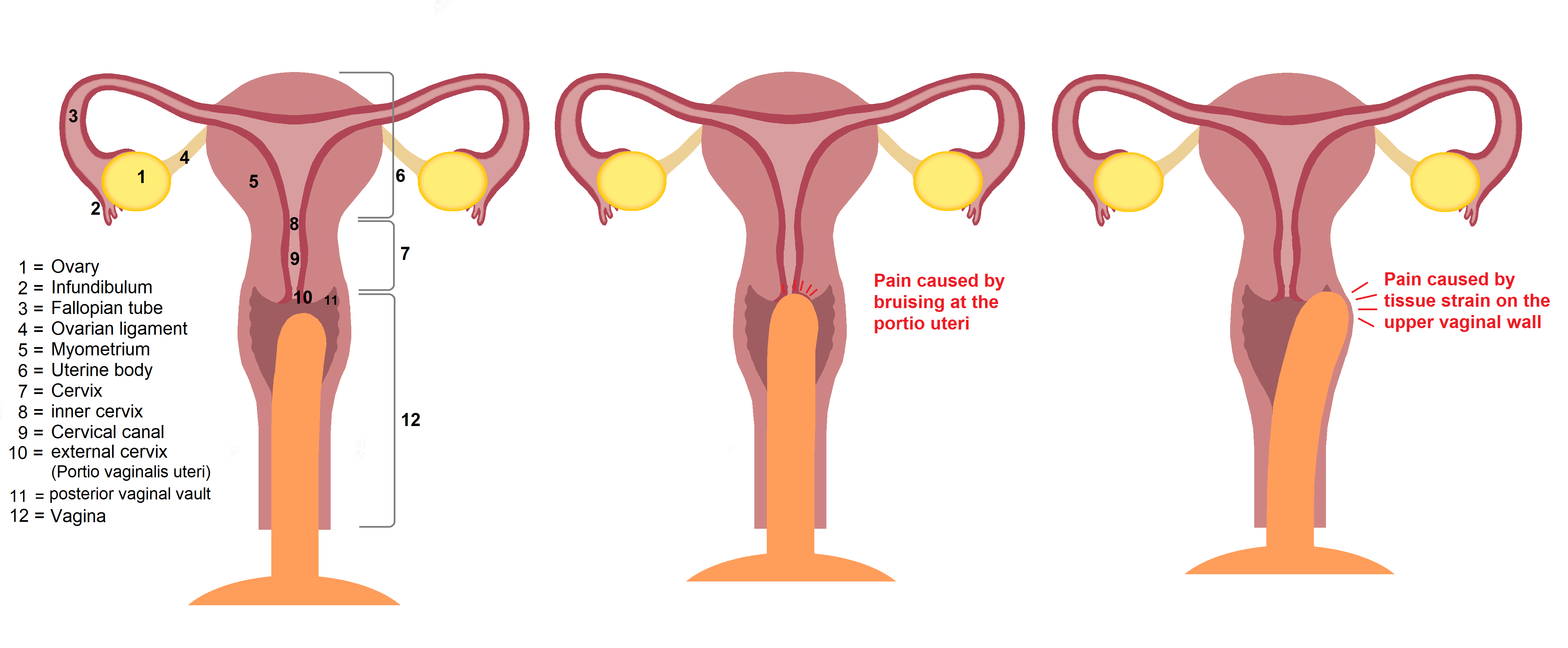
Il dolore durante l'atto sessuale può essere dovuto alla forma e alle dimensioni del pene e/o della vagina

## Trattamento
I preparati da banco contenenti sostanze idratanti e lubrificanti sono utili per ridurre bruciore e secchezza vaginale; migliorano i sintomi in molte donne ma non trattano le modificazioni fisiologiche che sono alla base del tipo più frequente di dispareunia, quello che si verifica in post-menopausa. Pertanto, in questo tipo di condizione, spesso si preferisce somministrare estrogeni per via sistemica o per via locale, in grado di aumentare le secrezioni, l'elasticità e lo spessore della parete vaginale. Gli estrogeni per via locale sono da preferire perché il loro basso assorbimento induce una minore insorgenza di effetti collaterali.

## Dispareunia maschile
Anche l'uomo può manifestare dolore genitale nel corso di un rapporto sessuale, o immediatamente dopo l'eiaculazione. Il termine dispareunia maschile è tuttavia poco usato nella terminologia scientifica e si preferisce parlare di coito doloroso.
Il dolore può essere causato essenzialmente da: frenulo breve (sottile membrana che collega il glande e il prepuzio), fimosi (pelle del prepuzio non sufficientemente elastica da consentire la fuoriuscita del glande), parafimosi (prepuzio retratto e serrato ad anello nella congiunzione glande-asta del pene), malattia di La Peyronie (o Induratio penis plastica, progressiva fibrosi della tunica albuginea, la membrana che riveste i corpi cavernosi del pene), pene ricurvo o recurvatum penis (curvatura anomala del pene nello stato di erezione), processi infiammatori del glande, prepuzio e uretra. La dispareunia dell'uomo può essere dovuta anche a fattori causali presenti nella partner: imene resistente o fibroso, secchezza delle pareti e riduzione del lume vaginale in post-menopausa, infibulazione (esiti cicatriziali prodotti da pregresse mutilazioni dei genitali femminili).

## DSM IV e diagnosi differenziale
Il DSM IV-TR propone una diagnosi differenziale con la "Disfunzione sessuale dovuta ad una condizione medica generale" (dispareunia dovuta ad effetti fisiologici quali: insufficiente lubrificazione vaginale, patologia pelvica da infezioni vaginali o urinarie, endometriosi, aderenze o tessuto cicatriziale vaginale, atrofia vaginale post-menopausale, caduta di estrogeni durante l'allattamento, irritazioni o infezioni delle vie urinarie, disturbi gastrointestinali) e la "Disfunzione sessuale indotta da sostanze" (dispareunia causata ad es. da uso di flufenazina, tioridazina e amoxapina). Se la dispareunia è concomitante con una delle disfunzioni descritte e si ritiene che vi concorrano anche fattori intrapsichici o interpersonali, si proporrà diagnosi di "Dispareunia dovuta a Fattori Combinati", se non sono presenti disfunzioni da condizione medica generale o indotte da sostanze, si prospetterà una valutazione di "Dispareunia dovuta a Fattori Psicologici".